# Фетіда
Фетида, також Теті́да, Те́тіс (грец. Θέτις) — німфа, дочка Нерея й Доріди (варіант: дочка кентавра Хірона), дружина Пелея, мати Ахіллеса, вихованка Гери.
Фетида керувала хором нереїд, переховувала Гефеста, коли Зевс скинув його з Олімпу, допомагала Діонісові й іншим богам. З післягомерівських сказань відомо, що за допомогою Фетіди аргонавти успішно пробилися через протоку між Сціллою і Харібдою. Фетіда була послана Герою на допомогу аргонавтам. Вона плавала на дельфіні. Зевс і Посейдон хотіли одружитися з Фетідою, але, за пророцтвом, її син від бога мав бути сильніший за свого батька. Тому німфу вирішили віддати заміж за смертного Пелея.

## Пророцтво
Виросла під опікою Гери, і, по одному з переказів, уникнула сексу з Зевсом заради Гери, і той прирік її на зв'язок зі смертним, її шлюб влаштувала Гера.
За іншим переказом, Фетіді було передбачено, що її син буде сильніше батька, про що не знав ніхто, крім Прометея. Це передбачили або Мойри, або Феміда, або Протей, або це повідомила Зевсу Нікс.
Зевс переслідував її, бажаючи заволодіти нею, і досяг Кавказу, там він зустрів Прометея, який розкрив йому пророцтво, і Зевс, злякавшись, що народжений Фетідою від нього син скине його, вирішив видати її заміж за смертного. Таким смертним став цар Пелей, проте наречена аж ніяк не прагнула шлюбу.

## Шлюб і подальша доля
Намагаючись уникнути одруження, Фетіда перетворювалась на вогонь, воду, лева, змію тощо, але Пелей здолав усі перешкоди.
В печері кентавра Хірона відсвяткували їх весілля, на якому були присутні всі олімпійці, що принесли нареченим чудові дари. Згідно з Птолемеєм Гефестіоном, Зевс подарував Фетиді крила Арки, Гефест Пелею меч, Афродіта — фіал з фігурою Ерота, Гера — хламиду. За Катулла, Аполлон і Артеміда не прийшли на весілля, на весіллі Мойри передбачили долю. На весіллі Фетіди й Пелея спалахнула сварка між Герою, Афіною та Афродітою, що призвела згодом до Троянської війни. Від Пелея Фетіда народила Ахіллеса.
Від цього шлюбу народився єдиний син Ахіллес. Існує версія що у Фетіди було кілька синів, але кожен раз, як вона ставала матір'ю, вона занурювала новонародженого в казан з киплячою водою (або в вогонь), щоб випробувати, чи безсмерте немовля. Таким чином Пелей позбувся кількох синів, поки не народився Ахілл, який був вчасно врятований батьком. Коли Пелей не дозволив кинути Ахілла, Фетида покинула чоловіка. Згідно з Лікофроном, шість дітей загинули, а сьомий — Ахілл.
Покинувши нарешті Пелея, Фетида, як морська богиня, оселилася в морській глибині, звідки продовжувала стежити за долею свого сина.